# Pseudochirella accepta
Pseudochirella accepta är en kräftdjursart som beskrevs av L.V. Zvereva 1976. Pseudochirella accepta ingår i släktet Pseudochirella och familjen Aetideidae. Inga underarter finns listade i Catalogue of Life.